# Rob Grant
Ne doit pas être confondu avec Rob Grant (acteur) ou Rob Grant (producteur).
Pour les articles homonymes, voir Grant et Robert Grant.
Rob Grant est un réalisateur et scénariste canadien.

## Filmographie partielle

### Au cinéma
- 2009 : Yesterday (aussi scénariste)
- 2012 : Mon ami (aussi scénariste)
- 2013 : Desolate
- 2014 : What Doesn't Kill You (court métrage)
- 2017 : Fake Blood (documentaire, aussi scénariste)
- 2018 : Alive
- 2019 : Harpoon (aussi scénariste)
- 65 Days of Static

## Récompenses et distinctions
- 2009 : Magnolia Independent Film Festival : prix du jury pour le meilleur réalisateur pour Yesterday
- 2014 : Toronto International Film Festival : prix du meilleur film canadien pour What Doesn't Kill You

« Pour son développement tout à fait inattendu d'un haut concept de science-fiction en quelque chose d'alternativement déchirant et humoristique »
- 2018 : Atlanta Horror Film Festival : prix du meilleur long métrage pour Alive
- 2018 : New York City Horror Film Festival : prix du meilleur réalisateur pour Alive
- 2019 : Calgary Underground Film Festival : prix du public pour le meilleur film narratif pour Harpoon